# Frente Nacional Mizo
El Frente Nacional Mizo (Mizo National Front MNF) es un partido político de Mizoram que se formó en 1961 para la creación de un Gran Mizoram, pero tuvo diversos antecedentes:
- la Mizo Union, fundada en 1947
- la Mizo Cultural Society, fundada en 1955
- el Mautam Front, fundado en 1956
- el Mizo National Famine Front, fundado en 1960

En 1961 este último tomó el nombre de Mizo National Front e inició la lucha armada . El 1 de marzo de 1966 proclamó la independencia de Mizoram. Declarado ilegal en 1967, continuó la lucha y en 1971 inició conversaciones con el gobierno que llevaron a la creación del territorio de Mizoram en 1972. El Mizo National Front fue legalizado como partido político y ha ocupado el poder en Mizoram varias veces, como territorio (1972-1986) y como estado (desde 1986). En 1997 se le escindió el Zoram Nationalist Party, que aliado al Mizoram Peoples Conference (antiguo aliado del MNF) intenta acceder al gobierno del estado.

## Bandera
La primera bandera era horizontal dividida en dos partes: arriba blanco y debajo azul, con un disco rojo en el centro. Desde 1986 su bandera se ha modificado y es azul con el emblema.
- Datos: Q1126393
- Multimedia: Mizo National Front / Q1126393